# Roel Brouwers
Roel Brouwers (* 28. November 1981 in Heerlen) ist ein ehemaliger niederländischer Fußballspieler.

## Karriere

### Verein
Brouwers begann mit vier Jahren in seiner Geburtsstadt bei RKVV Weltania Heerlen mit dem Fußballspielen. Mit elf Jahren wechselte er in die Jugendabteilung des niederländischen Erstligisten Roda Kerkrade. Er wechselte im Sommer 2005 zunächst auf Leihbasis von Roda zum deutschen Zweitligisten SC Paderborn. Ein Jahr später wurde er fest verpflichtet. Brouwers war sofort Stammspieler. In der Saison 2006/07 bestritt er 33 von 34 Zweitligaspielen für den SC Paderborn.
Zur Saison 2007/08 wechselte Brouwers zu Borussia Mönchengladbach. Dort zählte er im Aufstiegsjahr 2007/08 zu den Leistungsträgern. Im Dezember 2007 wurde er von den Fans zum besten Abwehrspieler der Hinrunde gewählt. Am Saisonende stieg er mit der Borussia wieder in die Bundesliga auf. In der Saison 2014/15 war er zunächst nur Reservist. Eine Verletzung von Stammspieler Martin Stranzl brachte ihm zur Rückrunde einige Einsätze. Sein Vertrag bei Borussia Mönchengladbach hatte eine Laufzeit bis 2016.
Zu Beginn der Saison 2016/17 erhielt Brouwers einen Zweijahresvertrag bei Roda Kerkrade, beendete aber am 2. Oktober 2016 seine Karriere.

### Nationalmannschaft
Brouwers war einmal für die niederländische U-21 nominiert, kam allerdings nicht zum Einsatz. Nach guten Leistungen in der Spielzeit 2009/10 wurde er auch als Kandidat für den Kader der A-Nationalmannschaft der Niederländer zur Weltmeisterschaft 2010 gehandelt, jedoch von Bondscoach Bert van Marwijk nicht nominiert.

## Erfolge
- Aufstieg in die 1. Bundesliga mit Borussia Mönchengladbach: 2008
- Teilnahme an der Europa League mit Borussia Mönchengladbach: 2012/2013
- Teilnahme an der Europa League mit Borussia Mönchengladbach: 2014/2015
- Teilnahme an der Champions League mit Borussia Mönchengladbach: 2015/2016

## Sonstiges
Brouwers wohnt mit seiner Frau und seinem Sohn in den Niederlanden in der Provinz Limburg.